# Borin Do
Borin Do (izvirno srbsko Борин До) je naselje v Srbiji, ki upravno spada pod Občino Vlasotince; slednja pa je del Jablaniškega upravnega okraja.

## Demografija
V naselju, katerega izvirno (srbsko-cirilično) ime je Борин До, živi 133 polnoletnih prebivalcev, pri čemer je njihova povprečna starost 54,0 let (51,5 pri moških in 56,4 pri ženskah). Naselje ima 62 gospodinjstev, pri čemer je povprečno število članov na gospodinjstvo 2,39.
To naselje je popolnoma srbsko (glede na rezultate popisa iz leta 2002), a v času zadnjih treh popisov je opazno zmanjšanje števila prebivalcev.
|  |

| Demografija | Demografija     | Demografija     |
| Leto        | Št. prebivalcev | Št. prebivalcev |
| ----------- | --------------- | --------------- |
|             |                 |                 |
|             |                 |                 |
|             |                 |                 |
|             |                 |                 |
| 1948        | 671             |                 |
| 1953        | 677             |                 |
| 1961        | 686             |                 |
| 1971        | 541             |                 |
| 1981        | 364             |                 |
| 1991        | 226             | 226             |
| 2002        | 148             | 148             |
|             |                 |                 |